# Ornithogalum alpigenum
Ornithogalum alpigenum är en sparrisväxtart som beskrevs av Otto Stapf. Ornithogalum alpigenum ingår i släktet stjärnlökar, och familjen sparrisväxter. Inga underarter finns listade i Catalogue of Life.